# Joseph DePietro
Joseph Nicholas "Joe" DePietro (10 de junho de 1914, em Paterson – 19 de março de 1999, em Fair Lawn, Nova Jérsei) foi um halterofilista americano.
Joe DePietro venceu o campeonato mundial de 1947, os Jogos Olímpicos de 1948, ganhou medalha de ouro nos Jogos Pan-Americanos de 1951, e foi nove vezes campeão nacional. Ele também terminou em terceiro lugar no campeonato mundial de 1949, categoria até 56 kg.